# Jullouville
Jullouville é uma comuna francesa na região administrativa da Normandia, no departamento Mancha. Estende-se por uma área de 25,58 km². Em 2010 a comuna tinha 2 416 habitantes (densidade: 94,4 hab./km²).